# フォート・エドワード駅
フォート・エドワード駅（英語：Fort Edward Station）は、ニューヨーク州フォートエドワード イースト・ストリート70にある駅。 全米各地を結ぶ旅客鉄道のアムトラックが乗り入れている。

## 概要
当駅は1849年にデラウェア・アンド・ハドソン鉄道（D＆H）の駅として開業した。現在の駅舎は、1900年に建てられた。1999年から2000年にかけて最初の復元工事は屋根を修理し、アムトラックの乗客のために荷物室を待合室と化粧室に改修した。2000年に国家歴史登録財に登録された。6ヶ月間の工事の後、2009年4月にコーヒースタンドを備えたギャラリーやギフトショップが入居しリニューアルオープンした。

## 利用可能な鉄道路線／列車
アムトラックの停車する列車は下記の通り。
モントリオールとニューヨーク間の昼行国際列車アディロンダック…1日1往復停車
ラトランドとニューヨーク間の昼行中距離列車イーサン・アレン・エクスプレス号… 1日1往復停車

## バス
当駅から乗車できるバスは以下の通り。
市内交通は、グレーター・グレン・フォールズ・トランジット (GGFT)が担っている。